# 俠盜獵魔2
《侠盗猎魔2》 是Rockstar Games发布的一款以隐匿为基础的生存恐怖类电子游戏。Microsoft Windows、PlayStation 2平台版本由Rockstar London和Rockstar North开发，PlayStation Portable版本由Rockstar Leeds制作，Wii版本由Rockstar Toronto发布。是2003年发布的电子游戏侠盗猎魔的续作。游戏故事的围绕主角丹尼尔·兰姆（Daniel Lamb）——一名失忆的精神病逃犯，试图寻找自己失去的记忆。丹尼尔跟着他的兄弟里奥· 卡斯柏（Leo Kasper）——一个反社会的精英刺客，一起踏上了逃亡之路。
游戏原定于2007年7月在北美和欧洲同步发行，因游戏在英国和爱尔兰被拒绝评级，美国方面的评级为仅限成人（Adults Only，AO），被Rockstar的母公司Take-Two推迟发行。然而无论是任天堂，微软，还是索尼都不允许AO评级游戏的存在，因此该游戏只能发售PC版。可由于很多大型商店都不愿意上架AO级游戏。这导致游戏的销量受到非常大的影响。针对这些评级的问题，游戏制作商Rockstar修改了游戏，对处决场面进行模糊化处理并移除了特别照顾残酷杀戮玩家的评分系统，才得以获得美国娱乐软件分级委员会（ESRB）的“M”评级并于10月29日正式发布。然而，英国电影分级委员会（BBFC）仍然拒绝对修改后的游戏评级。Rockstar呼吁他们做出决定。最终，电子游戏申诉委员会同意游戏的发行并评级为18。
侠盗猎魔2的发行前后都饱受争议，受到包括东莱斯特的议员基思·华兹（Keith Vaz），反电子游戏律师杰克·汤普森（Jack Thompson）, 以及各类美国参议员的关注。游戏的评价也是好坏参半，评论家称赞游戏的体验，意料之外的游戏情节及升级的游戏引擎，批评游戏过时的画面及配音质量。它于Gameranx的“Top 25 Goriest Games of all Time”榜单中排行第一，并于GameSpy's2007年PS2游戏年度游戏奖提名。
2009年10月31日，Rockstar通过Direct2Drive开启了PC未删减版的预购。该游戏未删减版于2009年11月6日在美国发售，评级为AO。然而，由于GameFly不允许AO级游戏的政策该游戏后来在GameFly收购Direct2Drive后于2011年7月从商店中删除。 2011年11月25日，未删减版再次在GamersGate上推出，但仅适用于部分地区。

## 游戏内容
游戏采用第三人称视角，玩家扮演主角丹尼尔·兰姆（Daniel Lamb），部分关卡则操控里奥· 卡斯柏（Leo Kasper），虽然外观及性格不同但操作方法是一样的。如前作一样，玩家必须隐匿刺杀敌人，接近敌人背后以处决方式杀死敌人，并尽量避免被敌人发现。处决等级分为三段，等级越高就可观赏更血腥更残忍的暴力画面，在敌人背后锁定敌人后指示标便会显示颜色，由玩家等待时间长度分为等级一（白色，快速处决），等级二（黄色，暴力处决），等级三（红色，血腥处决）。当用PC或Wii游戏机开始执行处决时，将出现指示画面，其中列出了某些动作，鼠标或Wii的摇杆必须移动或按下某个按钮以完成处决，如果玩家未在特定时间内完成处决，则跳过暴力画面敌人仍然已经死亡。
相比前作，本作的隐匿系统及处决系统得到了升级。例如，游戏在玩家处决敌人方面赋予了更多的选择。除了基础武器处决以外，玩家现在可以使用枪支进行处决。另外新增处决的方式为“环境处决（environmental executions）”，即玩家可以使用游戏世界的环境元素（如井盖，电话，保险丝盒，厕所等）更残酷地处决敌人，在小地图上会以骷髅头标示。而“跳跃处决（jump executions）”——即玩家可以通过跳跃过窗台从敌人上方发动攻击。虽然因讨好ESRB的评级制度而移除了记分制，但PC版保留了此功能。
玩家应尽量避免与敌人的正面战斗，躲藏于敌人视角未及的地方或阴影中。阴影系统也相比前作来说得到了修正。在前作中，除非一个敌人看到了玩家进入阴影区，否则无法探测到隐藏在里面的玩家；而在本作中，敌人的AI得到了增强，一些敌人比之正常敌人更加警惕，即使藏在阴影中，敌人仍然可以在阴影边上调查，玩家可以通过按键或鼠标的移动，根据提示以调节呼吸，以确保仍然平静不被发现，否则敌人便会把你从阴影中拖出来。在PC和Wii版中，则改为玩家必须保持光标在屏幕上的圆圈内。除此以外攀登和爬行动作也在本作中被添加，增加游戏的勘探感。另一项新功能便是可以破坏灯光以制造出额外阴影。声源系统也是游戏的一个非常重要的方面。简单的任务，如走路，开门，走在碎石上或意外敲在墙上，都可以提醒敌人玩家所在的位置。然而，如果玩家捡起如砖头、易拉罐之类的小物件也可以通过抛掷到其它地方以引开敌人。玩家可以在一些有难度的地方找到止痛药以补充血量。当玩家被发现，将会进入艰难的肉搏战。

## 人物
主要人物
丹尼尔 兰姆（DANIEL LAMB）
本作第一主角 也是玩家第一个操控的角色
之前是一个科学家 但因实验失败导致里奥 卡斯帕的意识以及人格进入了他的身体
在苏容所醒来之后 发现这里的精神病人全都跑出来了
在里奥的帮助下成功逃出了精神病院
后期身体被里奥操控而杀死了自己的妻子
在好结局中杀死了里奥并前往一个叫做“希望街”的地方
里奥 卡斯帕（leo kasper）
本作第二主角 生前是一个美国顶级反社会杀手
死后意识以及人格被保存在胶片里
因实验失败而进入了丹尼尔的身体
教会了丹尼尔是怎么杀人 实际目的为占据他的身体并害死了丹尼尔的妻子
几乎什么都不害怕
在坏结局中成功杀死丹尼尔的主人格 并成功占据他的身体
皮克曼博士（Dr.pickman）
怀特博士（Dr.Whyte）
敌对
收容所医生
在收容所负责监控以及防卫工作
身穿白色的工作服
看门狗
带着黑色面罩 身穿黑色T恤
组织
“计划”（“the poject”）
游戏中的敌对组织 也是里奥最想摆脱的组织
无时不刻追杀丹尼尔和里奥
他们有的是农民 有的是街头混混 有的是杀手
有的是政府人员 直升机大部分带有机枪

## 评价
| 汇总得分                | 汇总得分                             |
| 汇总媒体                | 得分                                 |
| ----------------------- | ------------------------------------ |
| Metacritic              | 67%(PS2) 69%(PSP) 62%(Wii)           |
| 评论得分                |                                      |
| 媒体                    | 得分                                 |
| 1UP.com                 | D+                                   |
| Game Informer           | 7.75/10                              |
| GamesMaster             | 88% (Wii)                            |
| GameSpot                | 7.5/10 (PS2) 7.5/10(PSP) 7.0/10(Wii) |
| IGN                     | 7.5/10(PS2) 7.5/10(PSP) 7.7/10(Wii)  |
| 任天堂力量              | 7.5/10 (Wii)                         |
| 美国PlayStation官方杂志 | 80% (PS2)                            |
| Play                    | 82% (PS2)                            |
| PSM3                    | 83% (PS2)                            |
| X-Play                  | 2/5(Wii)                             |

| 奖项    | 奖项                                                               |
| 媒体    | 奖项                                                               |
| ------- | ------------------------------------------------------------------ |
| Complex | The 100 Best Video Games Of The Complex Decade by Complex Magazine |